# Henry Calderón
Henry Orlando Calderón Caro (* 19. April 1993 in Villarrica) ist ein ehemaliger chilenischer Fußballspieler. Der Innenverteidiger gewann eine chilenische Meisterschaft.

## Karriere
Henry Calderón, auch Apache genannt, begann 2012 seine Profikarriere beim CD O’Higgins, wo er bereits in der Jugend gespielt hatte. Er gewann in der Apertura 2013/14 mit O’Higgins den ersten Meistertitel des Klubs in seiner Historie, auch wenn er in der Saison nicht zum Einsatz gekommen war. Insgesamt bestritt er nur ein Ligaspiel für O’Higgins und wechselte 2014 zum unterklassigen Verein General Velásquez. Im Profifußball war Calderón danach nicht mehr aktiv.

## Erfolge
O’Higgins
- Chilenischer Meister: 2013/14-A